# 和龙林业局
和龙林业局是一个位于中华人民共和国吉林省延边朝鲜族自治州和龙市的类似乡级单位，亦是长白山森工集团所属的一个林业局。
和龙林业局始建于1958年，与朝鲜隔江相望，地处长白山腹地，图们江流域，总经营面积170,489公顷，有林地面积163,270公顷，活立木总蓄积2,741万立方米，森林覆盖率95.8%。

## 行政区划
和龙林业局下辖以下单位：
三十五公里路建队、荒沟林场、花拉子林场、星火林场、东树沟林场、长红林场、马鹿沟林场、大满沟林场、长森林场、广坪林场、红旗河林场、石人沟林场和许家洞林场。